# Pica
A Pica a madarak (Aves) osztályának verébalakúak (Passeriformes) rendjébe, ezen belül a varjúfélék (Corvidae) családjába tartozó nem.

## Rendszertani felosztása
A nembe 7 recens és 1 fosszilis faj tartozik:
- Pica asirensis Bates, 1936[1]
- Pica bottanensis Delessert, 1840
- feketecsőrű szarka (Pica hudsonia) (Sabine, 1823)
- Pica mauritanica Malherbe, 1845[2]
- sárgacsőrű szarka (Pica nuttalli) (Audubon, 1837)
- szarka (Pica pica) (Linnaeus, 1758)
- keleti szarka (Pica serica) (Gould, 1845)

- †Pica mourerae - pliocén-pleisztocén; Mallorca

## Képek

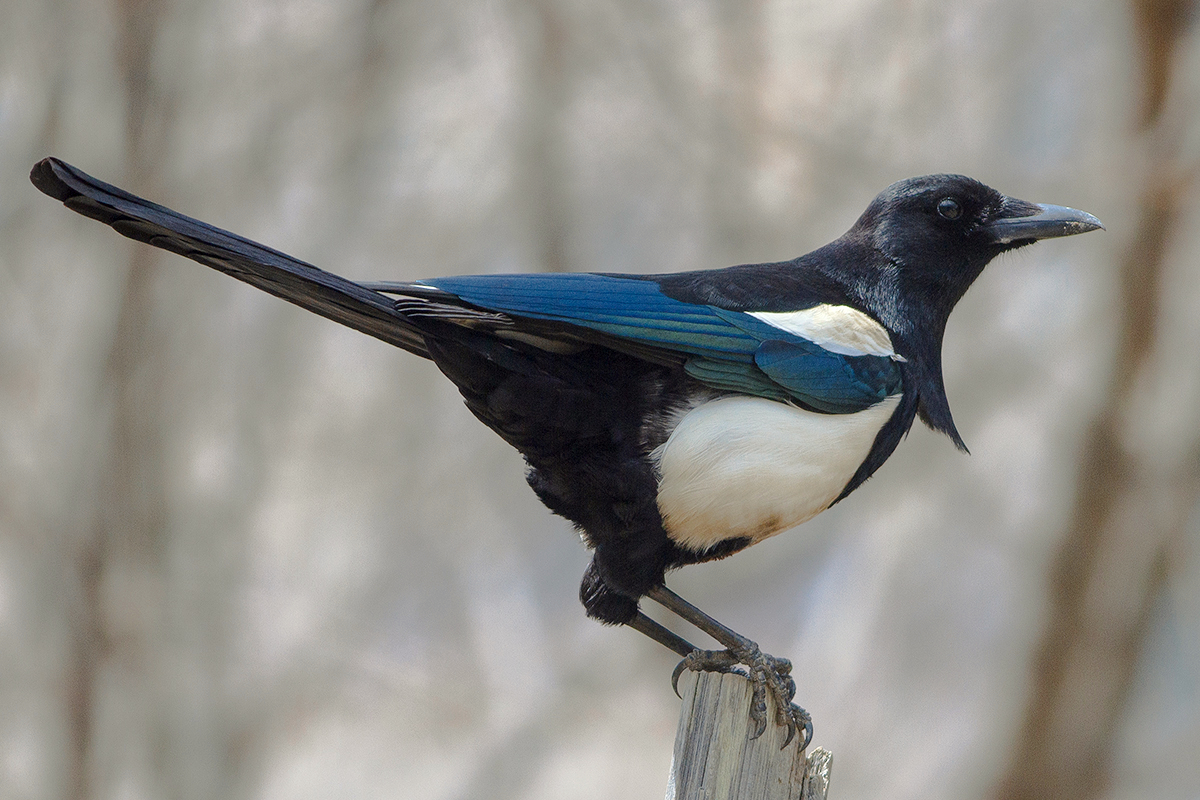
Pica bottanensis
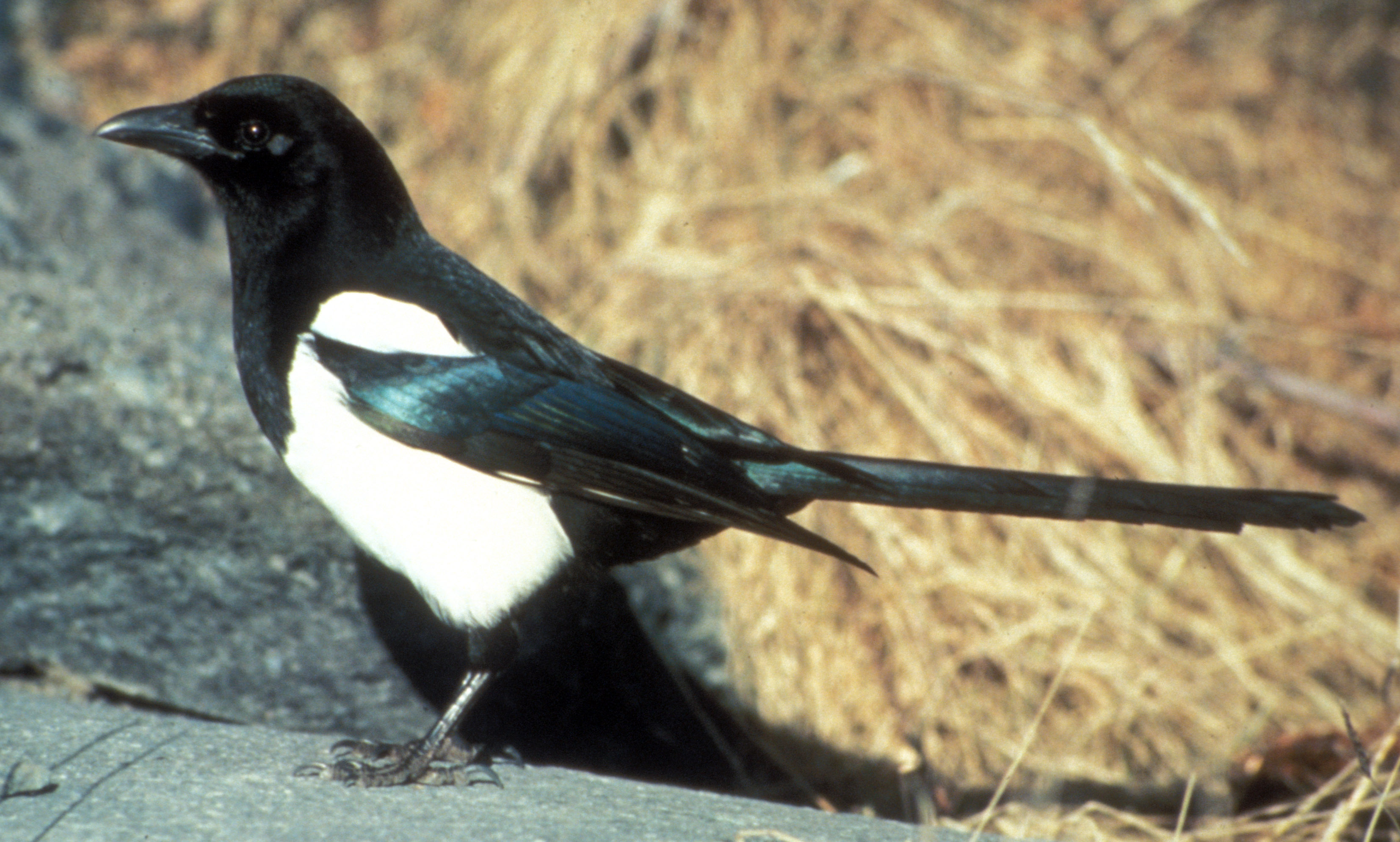
Feketecsőrű szarka (Pica hudsonia)
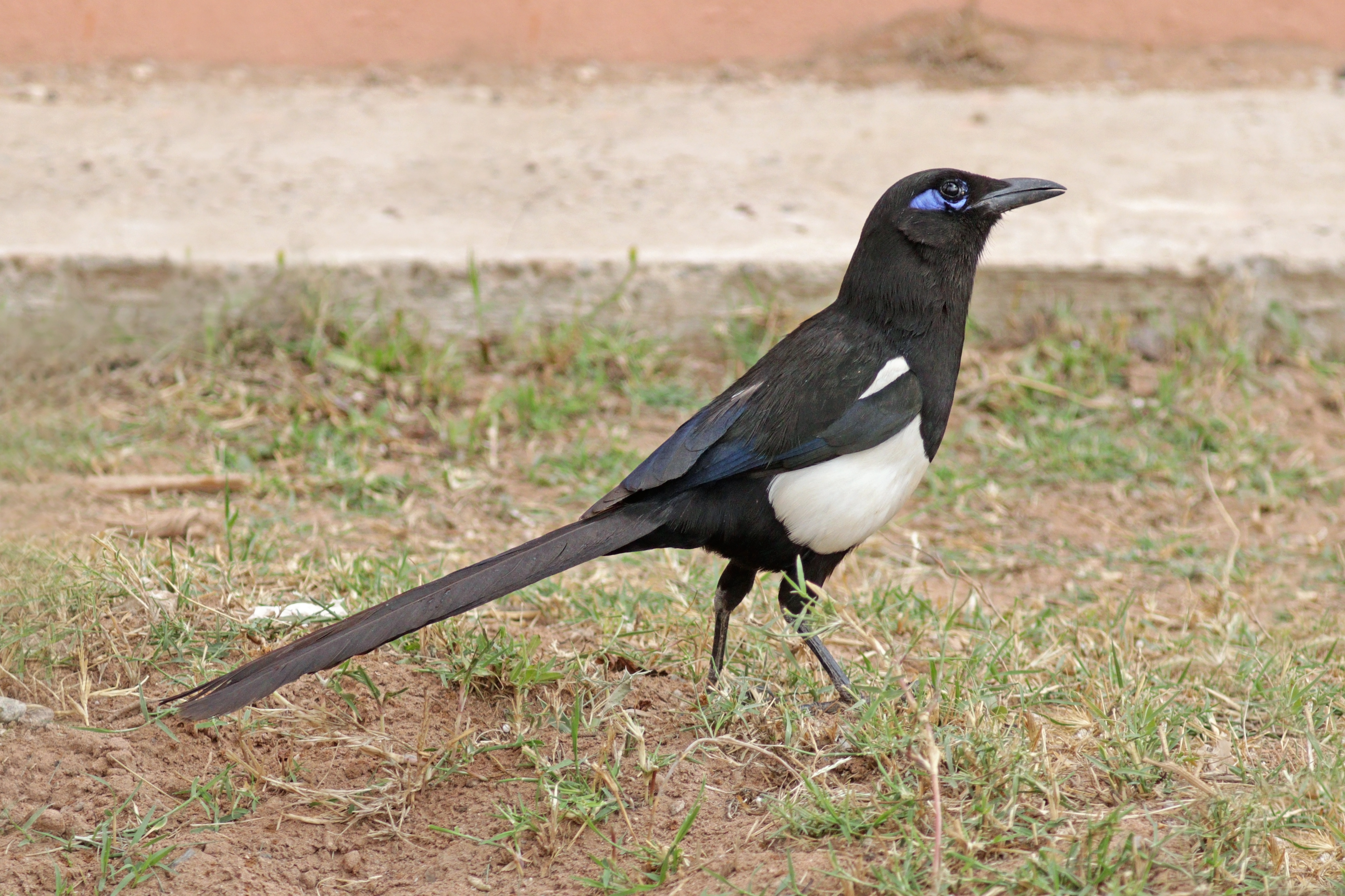
Pica mauritanica
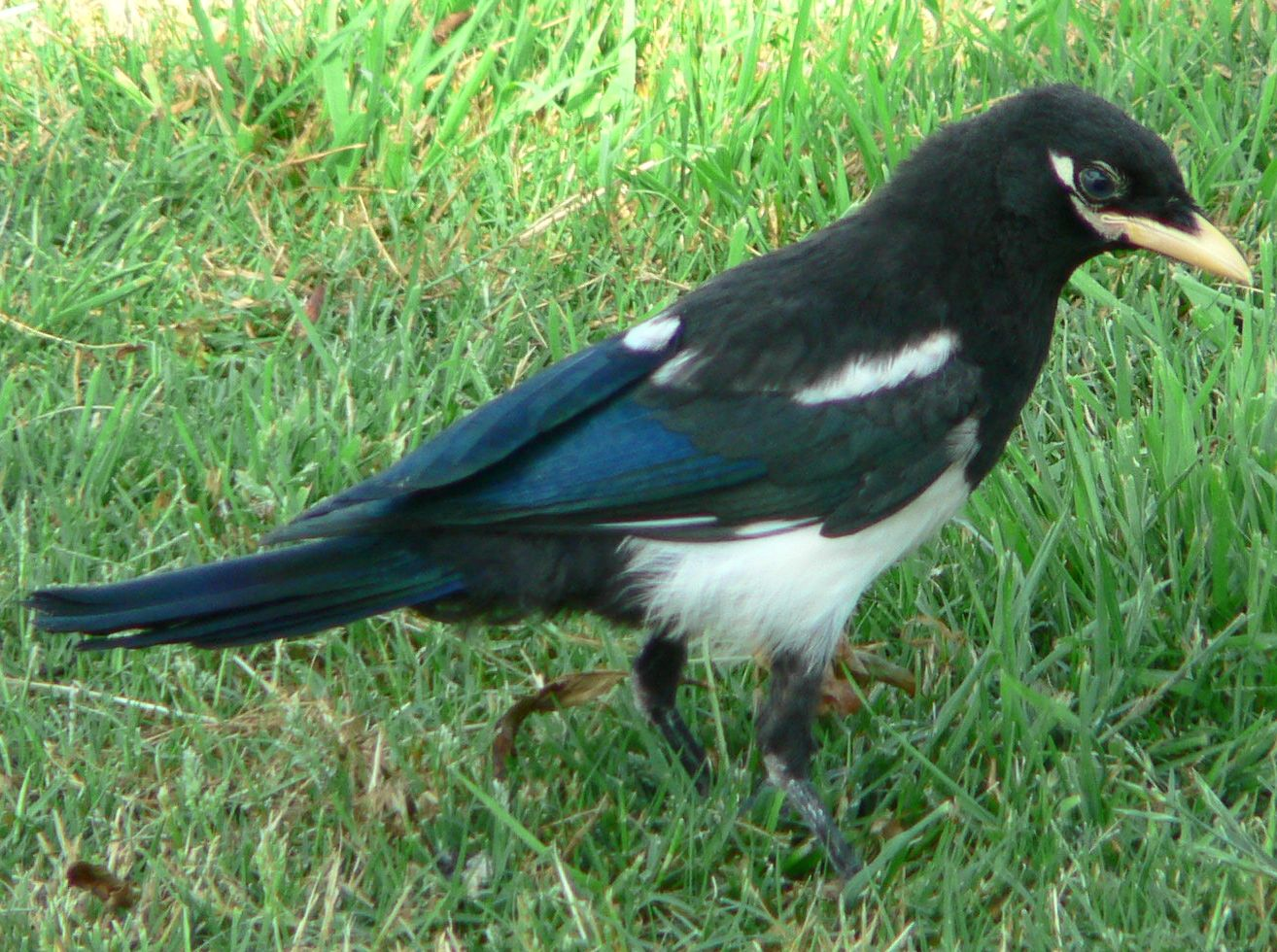
Sárgacsőrű szarka (Pica nuttalli)
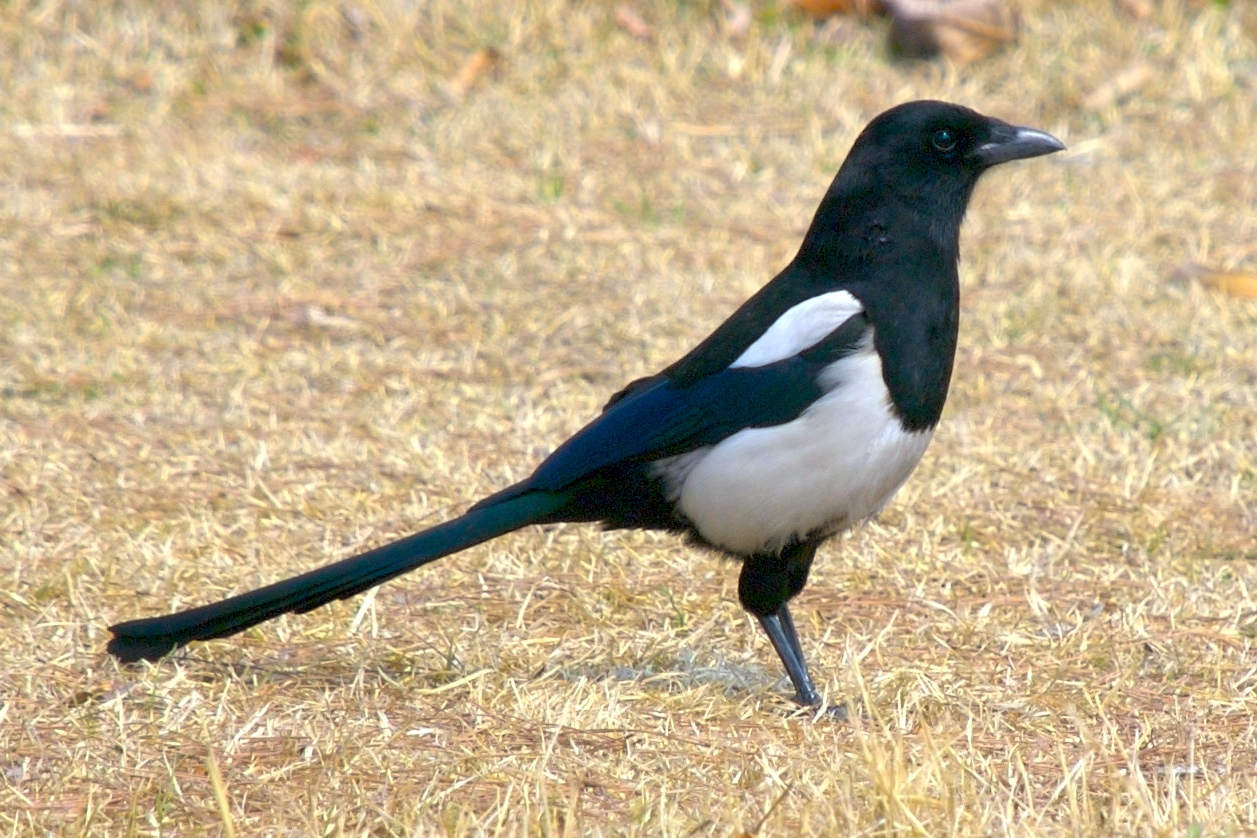
Pica serica